# Tirasse
La tirasse est un dispositif mécanique ou électrique qui permet sur un orgue ou tout instrument muni d'un pédalier d'actionner les notes d'un clavier manuel par le pédalier.

« Le Clavier de pédales de l'orgue fonctionnant par simple tirasse ou appel des notes du clavier manuel était en usage dès le XVe siècle. »

Tout comme les accouplements des claviers, les tirasses peuvent quelquefois se trouver en quatre pieds (ainsi la note tirée est une octave au-dessus de celle qui est jouée).